# Health Net presented by Maxxis (wielerploeg)/2007
De samenstelling van de wielerploeg Health Net presented by Maxxis in het seizoen 2007:
| Naam             | Geboortedatum | Nationaliteit       | Ploeg 2006                        |
| ---------------- | ------------- | ------------------- | --------------------------------- |
| Matt Crane       | 15-04-1985    | Verenigde Staten    | beloften                          |
| Russell Downing  | 23-08-1978    | Verenigd Koninkrijk | DFL-Cyclingnews-Litespeed         |
| Kyle Gritters    | 03-05-1983    | Verenigde Staten    |                                   |
| Ryder Hesjedal   | 09-12-1980    | Canada              | Phonak                            |
| Tim Johnson      | 05-08-1977    | Verenigde Staten    |                                   |
| Roman Kilun      | 27-11-1981    | Verenigde Staten    |                                   |
| Jeff Louder      | 08-12-1977    | Verenigde Staten    |                                   |
| Karl Menzies     | 17-06-1977    | Australië           |                                   |
| Shawn Milne      | 09-11-1981    | Verenigde Staten    | Navigators Insurance Cycling Team |
| John Murphy      | 15-12-1984    | Verenigde Staten    | beloften                          |
| Kirk O'Bee       | 09-04-1977    | Verenigde Staten    |                                   |
| Doug Ollerenshaw | 26-10-1979    | Verenigde Staten    |                                   |
| Nathan O'Neill   | 23-11-1974    | Australië           |                                   |
| Frank Pipp       | 22-05-1977    | Verenigde Staten    | Targetraining Cycling Team        |
| Rory Sutherland  | 08-02-1982    | Australië           | Rabobank                          |

2003 · 2004 · 2005 · 2006 · 2007 · 2008 · 2009 · 2010 · 2011 · 2012 · 2013 · 2014 · 2015 · 2016 · 2017